# 尼蘭兄弟
尼蘭兄弟（英語：Niland brothers）是四位來自紐約州托納萬達市的愛爾蘭裔美國人兄弟，曾參與第二次世界大戰。其中兩位戰死，二位存活到戰後，但有段時間一直以為只有佛里德里克‧佛里茲‧尼蘭（Frederick "Fritz" Niland）倖存。
在他三位兄弟的死亡被報導後，佛里茲被送回美國本土，以確保其生命安全。之後才知道他失蹤並被推定死亡的哥哥愛德華，實際上是被俘虜到一間位於緬甸的日本戰俘營中。史蒂芬‧史匹柏1998年的電影《拯救大兵瑞恩》，即是參考了尼蘭兄弟的故事。